# Шимановський Віталій Миколайович
Віта́лій Микола́йович Шимано́вський (12 листопада 1928, с. Антонівка — 27 жовтня 2000, Київ) — український науковець-будівельник. Доктор технічних наук, професор. Лауреат Державної премії України в галузі науки і техніки (1994).

## Життєпис
Родом з села Антонівка (нині Мала Антонівка, Білоцерківського району) Київської області.
У 1954—1962 працював у Києві, відділі Міністерства транспортного будівництва СРСР; у 1962—1980 в Інституті будівельних конструкцій Держбуду СРСР. З 1980 — директор Українського НДІ Проектстальконструкція Держбуду СРСР у Києві. З 1982 член-кореспондент АН УРСР.

Могила Віталія Шимановського, Байкове кладовище

Автор 40 винаходів, серед яких чимало нових типів висячих покриттів, оригінальних металевих конструкцій, резервуарів. Ним опубліковано 160 наукових праць, у тому числі вісім монографій. Віталій Миколайович підготував 14 кандидатів та докторів наук. Він був одним з фундаторів Академії будівництва України, членом Національного комітету з теоретичної та прикладної механіки, Вищої атестаційної комісії з присудження наукових ступенів України.
Нагороджений Державною премією України в галузі науки і техніки 1994 року. Іменем Шимановського названо інститут УкрНДІпроектстальконструкція.
Син — науковець-будівельник, доктор технічних наук Олександр Шимановський (нар. 1955).
Помер після тяжкої тривалої хвороби на 72-му році життя 27 жовтня 2000 року. Похований разом з дружиною на Байковому кладовищі (ділянка № 49а, 50°25′0.89″ пн. ш. 30°30′5.8″ сх. д. / 50.4169139° пн. ш. 30.501611° сх. д.).